# Arpia marginalis
Arpia marginalis là một loài bướm đêm trong họ Noctuidae.